# Europees octrooi met eenheidswerking

EU-lidstaten die het Rechtspraakverdrag geratificeerd hebben
EU-lidstaten die het Rechtspraakverdrag niet geratificeerd hebben
EU-lidstaten die het Rechtspraakverdrag niet ondertekend hebben
Niet-deelnemende EU-lidstaten
Andere partijen bij het Europees Octrooiverdrag (deelname niet mogelijk)

Het Europees octrooi met eenheidswerking, de opvolger van het nooit tot standgekomen gemeenschapsoctrooi, is bedoeld als een Europees octrooi met geldigheid in de deelnemende lidstaten van de Europese Unie. De voordelen die de Europese Commissie verwacht zijn:
- lagere octrooikosten, door beperkte vertaling en centrale indiening,
- eenvoudige bescherming van uitvindingen binnen de EU middels één procedure,
- er is één systeem voor de regeling van geschillen.

Behalve Spanje, dat bezwaar maakt tegen het exclusieve gebruik van het Engels, Frans en Duits, en Kroatië, dat later lid werd van de Unie, zijn alle lidstaten gemachtigd om deel te nemen aan het eenheidsoctrooi. Om daadwerkelijk deel te kunnen nemen moeten zij de Overeenkomst betreffende een eengemaakt octrooigerecht (het Rechtspraakverdrag) ratificeren. Polen heeft dit verdrag niet getekend.

## Talenproblematiek
Aanvankelijk was het de bedoeling een unitair octrooi te creëren voor de gehele Europese Unie. Hiertoe werd reeds in 1975 een verdrag opgesteld, maar dit is nooit in werking getreden. Ook een poging om het verdrag te reanimeren in 1989 mislukte. Het gemeenschapsoctrooi lag politiek gevoelig in verband met de verschillende talen van de lidstaten. In theorie zou een octrooi vertaald moeten worden naar alle officiële talen binnen de EU maar dit levert een praktisch probleem op. De lopende discussie gaat over de vraag welke talen dan wél gekozen moeten worden. Een bijkomend probleem is dat er lidstaten zijn waarbij de bevolking geen Engels, Frans of Duits kent. Dit geldt vooral voor een generatie Oost-Europeanen die op school Russisch als eerste buitenlandse taal geleerd heeft. In Oost-Europa wordt lang niet zo algemeen Engels begrepen als dat sinds enkele decennia in West-Europa het geval is.
Eind 2010 werd onder het Belgisch voorzitterschap van de Raad van de Europese Unie een compromis uitgewerkt waarbij het gebruik van een van de werktalen van het Europees Octrooibureau en een vertaling naar één bijkomende taal zou volstaan. Dit voorstel haalde echter niet de vereiste unanimiteit, omdat Italië en Spanje zich ertegen verzetten. Uiteindelijk besloten de overige lidstaten toch door te gaan op basis van dit compromisvoorstel, waarbij werd gekozen voor de formule van de versterkte samenwerking om een Europees octrooi met eenheidswerking voor de 25 betreffende lidstaten te kunnen realiseren. In september 2015 besloot Italië uiteindelijk toch mee te doen aan het Europees octrooi met eenheidswerking.

## Geschillenbeslechting in octrooizaken
Overgang naar het Europees octrooi met eenheidswerking betekent dat de lidstaten hun geschillenbeslechting overdragen aan een eengemaakt octrooigerecht (UPC). De nieuwe instelling zal octrooizaken (inbreuk- en geldigheidskwesties) kunnen behandelen met betrekking tot Europese octrooien. Het gerecht zal een centrale divisie hebben met hoofdzetel in Parijs en met afdelingen in Londen (chemie, life sciences) en München (werktuigbouwkunde). Een Hof van Beroep wordt gevestigd in Luxemburg (stad).

## Kritiek
Critici, zoals Vrijschrift in Nederland en België en FFII internationaal, zien de invoering van een gemeenschapsoctrooi als een mogelijke achterdeur om softwarepatenten door te voeren. De verlening van de eenheidswerking van Europese octrooien zal echter door het Europees Octrooibureau gebeuren, na de standaard verleningsprocedure en op basis van dezelfde materiële octrooieerbaarheidsvereisten als voor het traditionele Europees octrooi.

## Stand van zaken
De invoering van het Europees octrooi met unitaire werking steunt op drie wetgevende akten: 
- Verordening 1257/2012 van het Europees Parlement en de Raad van 17 december 2012 tot het uitvoering geven aan nauwere samenwerking op het gebied van de instelling van eenheidsoctrooibescherming (PbEU 2012, L 361/1);
- Verordening 1260/2012 van de Raad van 17 december 2012 tot het uitvoering geven aan nauwere samenwerking op het gebied van de instelling van eenheidsoctrooibescherming met betrekking tot de toepasselijke vertaalregelingen (PbEU 2012, L 361/89);
- Overeenkomst betreffende een eengemaakt octrooigerecht.

De twee eerstgenoemde instrumenten zijn Europese verordeningen, en maken dus deel uit van het EU-recht. Het derde instrument is een overeenkomst tussen de betrokken lidstaten ter oprichting van een nieuwe gerechtelijke instelling van de landen gezamenlijk, en is als dusdanig géén afgeleid EU-recht. Het op te richten gerecht is (net als alle nationale rechtbanken in de EU) wel een gerecht in de Europese Unie en zal evenwel onderworpen zijn aan het EU-recht en indien nodig prejudiciële vragen kunnen en moeten stellen aan het Hof van Justitie.
Met de keuze van de zetel van het nieuwe eengemaakte octrooigerecht op 29 juni 2012, werd het laatste struikelblok voor de invoering van het eenheidsoctrooi op het niveau van de Europese Raad opgeruimd. Aangezien de goedkeuring van de voorstellen door de Raad echter gepaard ging met een aanbeveling om enkele bepaling over materieel octrooirecht uit de voorgestelde verordening van het Europees Parlement en de Raad te verwijderen, is het mogelijk dat deze verordening in het Europees Parlement opnieuw ter discussie zal worden gesteld.
Volgens het stappenplan dat in 2012 werd opgesteld door het Deense voorzitterschap van de Raad, zal het systeem van het Europese octrooien met eenheidswerking van toepassing worden met ingang van de inwerkingtreding van de Overeenkomst betreffende een eengemaakt octrooigerecht.